# Phacidium coronatum
Phacidium coronatum är en svampart som beskrevs av Fr. 1815. Phacidium coronatum ingår i släktet Phacidium och familjen Phacidiaceae.   Inga underarter finns listade i Catalogue of Life.